# Пропекинский лагерь (Макао)
Пропекинский лагерь (кит. 親北京陣營, порт. Campo pró-Pequim), Лагерь сторонников эстемблишмента или Прокитайский лагерь — совокупность политических партий, организаций, отдельных политиков и активистов Макао, поддерживающих политику и действия центрального китайского правительства и Коммунистической партии Китая как до, так и после Передачи Макао КНР. Главным противником лагеря является Продемократический лагерь. Аналогичный Пропекинский лагерь существует в Гонконге.

## Партии и организации, входящие в лагерь
Следующие партии и организации обычно причасляются к Пропекинскому лагерю Макао:
- Союз деловых интересов Макао
- Союз профессиональных интересов Макао
- Ассоциация культуры и спорта Макао
- Объединённая ассоциация граждан Макао
- Новый союз развития Макао
- Союз Макао и Гуандуна
- Альянс за перемены
- Китайская торговая палата Макао
- Общая комиссия Ассоциации рабочих
- Федерация профсоюзов Макао
- Союз развития
- Генеральный союз соседских ассоциаций Макао
- Союз продвижения прогресса

## Результаты выборов
| Выборы                              | Количество голосов | % голосов | Мест получено | Изменения    | Статус      |
| ----------------------------------- | ------------------ | --------- | ------------- | ------------ | ----------- |
| Парламентские выборы в Макао (2001) | 52 617             | 62,99     | 9 из 12       | Новая партия | Большинство |
| Парламентские выборы в Макао (2005) | ▲ 88 949           | ▲ 71,26   | 9 из 12       | ▬            | Большинство |
| Парламентские выборы в Макао (2009) | ▲ 93 810           | ▼ 66,16   | 8 из 12       | ▼ 1          | Большинство |
| Парламентские выборы в Макао (2013) | ▼ 92 251           | ▼ 62,99   | 10 из 14      | ▲ 2          | Большинство |
| Парламентские выборы в Макао (2017) | ▲ 99 366           | ▼ 57,56   | 9 из 13       | ▼ 1          | Большинство |
| Парламентские выборы в Макао (2021) | ▲ 105 256          | ▲ 79,71   | 11 из 13      | ▲ 2          | Большинство |